# Love Bites
"Love Bites" é uma música escrita por Joe Elliott, Phil Collen, Steve Clark, Rick Savage e Robert Lange, gravada pela banda Def Leppard.
É o sexto single do álbum Hysteria e uma das canções mais notáveis na carreira do grupo.

## A canção
A canção possui uma sonoridade romântica ao mesmo tempo mistura elementos do Rock e Rhythm and Blues. Quando Mutt trouxe a canção para o grupo, ela possuía uma sonoridade country, algo que a banda jamais tinha feito. Então, a banda acrescentou elementos Power rock e vocal de apoio emotivo semelhante as canções de Rhythm and Blues na época. O título Love Bites foi originalmente usado para a canção I Wanna Be Your Hero, presente no lado-B do álbum Hysteria, e, posteriormente presente no álbum Retro Active.

## Posição nas paradas musicais
| Parada (1988–1989)                         | Melhor posição |
| ------------------------------------------ | -------------- |
| Austrália (ARIA)                           | 21             |
| Canadá (RPM Top Singles)                   | 3              |
| Canadá (RPM Retail Singles)                | 1              |
| Europa (Eurochart Hot 100)                 | 38             |
| Irlanda (IRMA)                             | 7              |
| Países Baixos (Dutch Top 40)               | 25             |
| Países Baixos (Single Top 100)             | 23             |
| Nova Zelândia (Recorded Music NZ)          | 2              |
| Reino Unido (UK Singles Chart)             | 11             |
| Estados Unidos (Billboard Hot 100)         | 1              |
| Estados Unidos (Billboard Mainstream Rock) | 3              |
| Estados Unidos (Cash Box Top 100)          | 1              |

| Parada (1988)                      | Posição |
| ---------------------------------- | ------- |
| Canadá (RPM Top Singles)           | 51      |
| Nova Zelândia (Recorded Music NZ)  | 25      |
| Estados Unidos (Billboard Hot 100) | 30      |

| Parada (1989)    | Posição |
| ---------------- | ------- |
| Austrália (ARIA) | 84      |

## Versões cover
Em 1988, a banda brasileira de pop rock Yahoo, gravou uma versão em português da canção, intitulada "Mordida de Amor", sendo esta a canção mais conhecida da banda e um dos maiores sucessos em 1988. Esta versão foi incluída na trilha sonora da telenovela Bebê a Bordo, exibida pela Rede Globo no horário das 19 horas, sendo tema da personagem Ângela (interpretada pela atriz Maria Zilda). Em 2013, a música fez parte da trilha sonora da telenovela Sangue Bom, exibida pela Globo no horário das 19 horas.